# 柏原信号場
柏原信号場（かしわばらしんごうじょう）は、北海道苫小牧市柏原に新設予定であった、日本国有鉄道日高本線（新線　未成）の信号場（未成駅）である。

## 概要
1972年（昭和47年）10月、苫小牧東部大規模工業基地開発に伴う、掘り込み水路新設に支障するため、北海道知事から国鉄北海道総局に日高本線の付け替え要請があり、付け替え路線の選定が行われた。
この計画では、日高本線は現在苫小牧駅からしばらく室蘭本線と並走し、沼ノ端駅の手前で分かれているところ、沼ノ端駅構内に乗り入れた後に分かれ、同様に迂回となる国道235号（こちらは移設を実施）とともに工業基地の緩衝緑地を迂回し厚真川の手前で南下し渡河、現在の浜厚真駅を少し過ぎた地点で現在線と合流する計画で、途中には、現在駅に乗り入れる沼ノ端駅のほか、苫小牧市柏原地区に信号場（柏原信号場）、厚真町上厚真地区の西の外れに無人駅（上厚真駅）が設けられ、既存の勇払駅、浜厚真駅は廃止となる計画であった。
しかし、苫東地区開発の縮小により日高本線の移設は未成に終わったため、当信号場も新設されることはなかった。

## 隣の駅
日本国有鉄道
日高本線（新線　未成）
沼ノ端駅 - （柏原信号場） - 上厚真駅

## 関連記事
- 日本の鉄道駅一覧
- 静川駅...隣接する静川地区に所在した富内線の駅。